# César Morán Bardón
César Morán Bardón (Rosales, 7 de octubre de 1882-Madrid, 19 de enero de 1951) fue un arqueólogo y etnógrafo español, miembro de la Orden de San Agustín. Centró su investigación en las edificaciones prehistóricas y el folclore popular de las provincias de la región de León.

## Biografía
Nació en 1882 en Rosales, una pequeña aldea de la provincia de León. Estudió humanidades en la preceptoría de Vegarienza; en 1899 ingresó en el Real Colegio de Valladolid, como novicio agustiniano; profesó los votos temporales en 1900. Finalizó los estudios de filosofía en 1903, tras lo cual se trasladó al monasterio de Santa María de la Vid, donde estudió teología, profesó los votos solemnes en 1903 y fue ordenado sacerdote en 1907. Posteriormente estuvo destinado en el colegio agustino de Talavera de la Reina y en el colegio de Calatrava (Salamanca), donde fue profesor de francés e historia durante 30 años. Finalmente pasó al colegio de Nuestra Señora del Buen Consejo en Madrid, en el que permaneció hasta
su jubilación, en 1948. Falleció en 1951, en la residencia de los Agustinos en Madrid.

## Labores de investigación
Mientras estaba destinado en Salamanca el padre César Morán comenzó a desempeñar una amplia labor de investigación sobre folclore, arqueología e historia que continuaría hasta el final de su vida. Su primer hallazgo arqueológico de importancia fue el monumento megalítico llamado Casa del Moro, al que siguieron otros en las provincias de Salamanca, Zamora y León, a menudo descubiertos tomando como punto de partida las leyendas e informaciones recogidas directamente de los habitantes de las poblaciones circundantes.
Desde 1922 hasta 1945 realizó excavaciones en el cerro del Berrueco, al comienzo con el apoyo económico de Juan Muñoz García, miembro de la Real Academia de la Historia, luego con una subvención de la junta Superior de Excavaciones y Antigüedades, en varios dólmenes de Zamora y Salamanca, en vías romanas salmantinas y en castros leoneses. En los años 40 dirigió excavaciones del yacimientos paleolíticos y romanos en el protectorado de Marruecos. Su trabajo fue publicado en revistas especialidadas y reseñado en la prensa nacional.

### Valoración
En general, la obra de César Morán Bardón es valorada positivamente; en algunos casos sus investigaciones sufren de un enfoque disperso, achacado a su autodidactismo y falta de formación científica específica; a pesar de ello su trabajo fue apreciado por sus contemporáneos por la cantidad de datos que logró reunir y su labor divulgativa. Se consideran particularmente notables sus contribuciones a la etnografía  de las provincias del antiguo reino de León.

## Títulos y honores
- Miembro correspondiente de la Real Academia de la Historia (1921).[8]
- Miembro de la Academia de las Ciencias de Lisboa (1925).[9]
- Socio numerario de la Sociedad Ibérica de Ciencias Naturales (1926).[10]
- Socio numerario de la Sociedad Española de Antropología, Etnografía y Prehistoria (1927)
- Miembro del Museo del Pueblo Español (1935) y del departamento para el fomento de Bibliotecas, Archivos y Museos (1938)
- Académico del Instituto de Coimbra (1941)

## Obras
El P. César Morán fue un prolífico escritor. Entre sus numerosos escritos, se encuentran los siguientes títulos:
- Investigaciones acerca de arqueología y prehistoria de la región salamantina (1919) Estab. Tipog. de Calatrava.
- Epigrafía Salmantina (1922) Estab. Tipog. de Calatrava.
- Alrededores de Salamanca (1923) Establecimiento Tipográfico de Calatrava.
- Poesía popular salmantina (1924) Estab. Tipog. de Calatrava.
- Por tierras de León (historia, costumbres, monumentos, leyendas, filología y arte) (1925) Diputación de León.
- Los baños de retortillo(1926) Estab. Tipog. de Calatrava.
- Prehistoria de Salamanca (1926) Universidad de Coímbra.
- Por tierras de Zamora (1929) Zamora (Provincia) Diputación Provincial.
- Excavaciones en los dólmenes de Salamanca (1931) Junta Superior de Excavaciones y Antigüedades.
- De folklore salmantino (1932) Universidad de Coimbra.
- El Paleolítico de Beni Gorfet (Marruecos) (1941) Instituto General Franco para la Investigación Hispano-Árabe.
- Primeras manifestaciones de cultura salmantina (1945) Boletín de la Biblioteca de Menéndez Pelayo.
- Reseña historico-artística de la provincia de Salamanca(1946) Universidad de Salamanca.
- Vías y poblaciones romanas en el norte de Marruecos (1948) Delegación de Educación y Cultura.
- Excursiones arqueológicas por tierras de León (1949) Centro de estudios e Investigación San Isidoro.
- La calzada romana "La Plata" en la provincia de Salamanca (1949) Ministerio de Obras Públicas.
- El vocabulario del Concejo de La Lomba en las montañas de León (1950) Instituto Leonés de Cultura.